# Атагай
Атага́й — рабочий посёлок в Нижнеудинском районе Иркутской области России. Административный центр Атагайского муниципального образования.

## География
Посёлок находится на правом берегу реки Уда.
Расстояние до ближайшей железнодорожной станции Нижнеудинск — 35 км.

## История
Основан в 1949 году. С 1964 года — посёлок городского типа.

## Население
| 1970  | 1979  | 1989  | 2002  | 2009  | 2010  | 2011  |
| ----- | ----- | ----- | ----- | ----- | ----- | ----- |
| 4833  | ↘4688 | ↘4177 | ↘1853 | ↗1878 | ↘1740 | ↘1735 |
| 2012  | 2013  | 2014  | 2015  | 2016  | 2017  | 2021  |
| ↘1719 | ↘1700 | ↘1656 | ↘1625 | ↘1604 | ↘1569 | ↘1336 |

## Улицы
| - ул. 1 Мая, - пер. 1-й Лесной, - ул. 19 Партсъезда, - пер. 2-й Лесной, - ул. Береговая, | - пер. Восточный, - ул. Железнодорожная, - ул. За Мир, - ул. Иркутская, - пер. Клубный, | - ул. Лесная, - ул. Маяковского, - пер. Молодёжный, - ул. Нижняя, - ул. Новая, | - ул. Октябрьская, - ул. Победы, - ул. Рабочая, - пер. Тупой, - пер. Школьный. |

## Инфраструктура
Функционируют детский сад и библиотека. В 2020 году открыта новая школа на 14 классов, строительство которой было начато в 1993 году.